# Khi ta yêu nhau
Khi ta yêu nhau là album phòng thu thứ tư của Hồ Ngọc Hà, được phát hành vào tháng 4 năm 2008 mang phóng cách nhạc R&B.

## Sản xuất
Khi ta yêu nhau có 11 ca khúc mà 9 trong số đó theo phong cách R&B, Hồ Ngọc Hà tự sáng tác hai khúc theo ý tưởng của Dương Khắc Linh và hợp tác sáng tác hai ca khúc khác cùng với Đức Trí, Hà Quang Minh.
| STT | Nhan đề               | Sáng tác                  | Thời lượng |
| --- | --------------------- | ------------------------- | ---------- |
| 0.  | "Intro"               |                           |            |
| 1.  | "Một ngày băng giá"   | Tường Văn                 |            |
| 2.  | "Chỉ tại vô tình"     | Hồ Ngọc Hà                |            |
| 3.  | "Có bao giờ"          | Đức Trí                   |            |
| 4.  | "Em vẫn muốn yêu anh" | Phương Uyên               |            |
| 5.  | "Vì anh đánh mất"     | Hồ Ngọc Hà, Hà Quang Minh |            |
| 6.  | "Khi ta yêu nhau"     | Hồ Ngọc Hà                |            |
| 7.  | "Nụ hôn ngày mưa"     | Huy Tuấn                  |            |
| 8.  | "Người yêu bé nhỏ"    | Phương Uyên               |            |
| 9.  | "Trót yêu anh rồi"    | Hồ Ngọc Hà, Đức Trí       |            |
| 10. | "Mãi như bây giờ"     | Hà Quang Minh             |            |
| 11. | "Không chờ đợi"       | Hà Quang Minh, Đức Trí    |            |
| 12. | "Outro"               |                           |            |

## Giải thưởng
| Năm  | Giải thưởng     | Đề cử                                                                | Kết quả   | Chú thích |
| ---- | --------------- | -------------------------------------------------------------------- | --------- | --------- |
| 2008 | Album Vàng 2008 | Album được yêu thích tháng 7 (do khán giả bình chọn)                 | Đoạt giải | [ 3 ]     |
| 2008 | Album Vàng 2008 | Album nghệ thuật xuất sắc tháng 7 (do hội đồng nghệ thuật bình chọn) | Đoạt giải | [ 3 ]     |
| 2009 | Album Vàng 2008 | Album được yêu thích nhất năm                                        | Đoạt giải | [ 4 ]     |